# Agua Azul, Campeche
Agua Azul är en ort i Mexiko.   Den ligger i kommunen Candelaria och delstaten Campeche, i den östra delen av landet, 900 km öster om huvudstaden Mexico City. Agua Azul ligger 132 meter över havet och antalet invånare är 262.
Terrängen runt Agua Azul är huvudsakligen platt. Agua Azul ligger uppe på en höjd. Runt Agua Azul är det glesbefolkat, med 11 invånare per kvadratkilometer. Närmaste större samhälle är Nuevo Campeche, 7,7 km norr om Agua Azul. I omgivningarna runt Agua Azul växer i huvudsak städsegrön lövskog.